# Anomala subpilosa
Anomala subpilosa är en skalbaggsart som beskrevs av Lin 1996. Anomala subpilosa ingår i släktet Anomala och familjen Rutelidae. Inga underarter finns listade i Catalogue of Life.